# Гавро, Константин Павлович
Константин Павлович Гавро (1759 — 15 августа 1829, Гельсингфорс) — русский офицер, генерал-майор (1800).

## Биография
Родился в 1759 году. В военной службе с 1782 года. Премьер-майор — с 1792, подполковник — с 1798, полковник — с 1799, генерал-майор — с 1800 года.
С 5 мая 1790 года служил в 71-м пехотном Белевском полку. С 27 февраля 1796 года служил в Севастопольском пехотном полку. 10.09.1798−22.07.1800 — командир Севастопольского мушкетерского полка. 
22.07.1800−01.01.1801 — шеф Софийского мушкетерского полка. 13.02.1802−04.09.1805 — шеф Фридрихсгамского гарнизонного полка.
04.09.1805−23.11.1809 — шеф Роченсальмского гарнизонного полка. 23.11.1809−17.01.1811 — шеф Свеаборгского гарнизонного полка.
На службе находился по октябрь 1826 года.
Землевладелец Таврической губернии. В Ведомости о всех селениях в Симферопольском уезде состоящих с показанием в которой волости сколько числом дворов и душ… от 9 октября 1805 года владельцами деревни Голюмбей записаны — генерал-майор Гавро и полковник Афинеос. Также владел деревней Джангарель. 
В списке захоронений русского кладбища в Хельсинки указан Гавро Константин Павлович, скончался 15 августа 1829, 69-ти лет.

## Награды
- Награждён орденом Св. Георгия 4-й степени (№ 2309; 26 ноября 1811).
- Также награждён другими орденами Российской империи.